# بانک متحد هند
بانک متحد هند (انگلیسی: United Bank of India) شرکت خدمات مالی و بانکداری هندی است، که در سال ۱۹۵۰ توسط نارندرا چاندرا دوتا تأسیس شد.